# Prior-Kliff
Das Prior-Kliff ist ein zwischen 1000 und 1200 m hohes Kliff in der antarktischen Ross Dependency. In den Churchill Mountains ragt es ostnordöstlich des Mount Dick auf.
Das New Zealand Antarctic Place-Names Committee benannte es 2003 nach Stuart Prior vom neuseeländischen Außen- und Handelsministerium, der über mehrere Jahre eine aktive Rolle im Kampf gegen illegale Fischerei in subantarktischen Gewässern übernommen hatte.